# Désirée Nosbusch

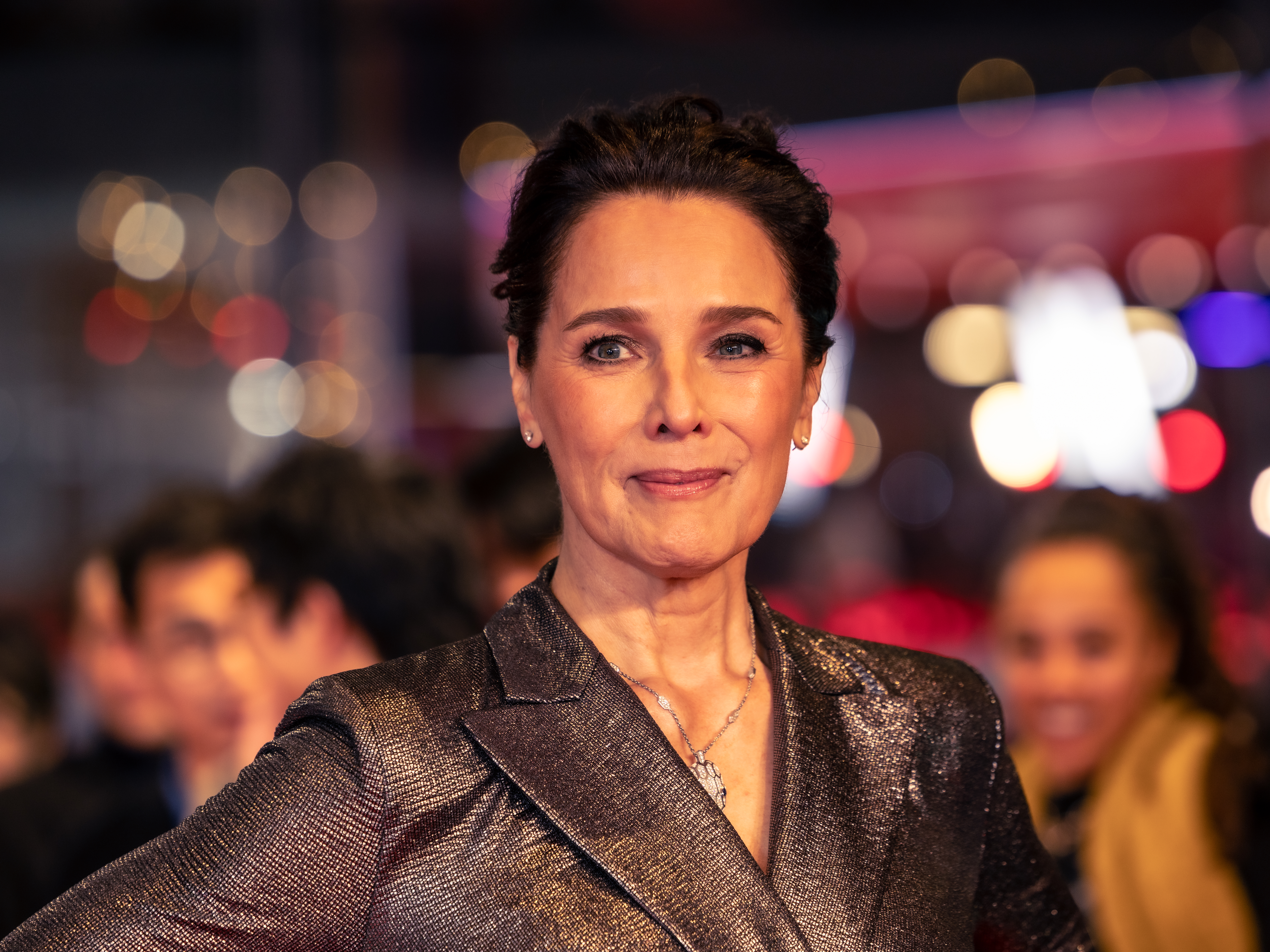
Nosbusch auf der Berlinale 2025

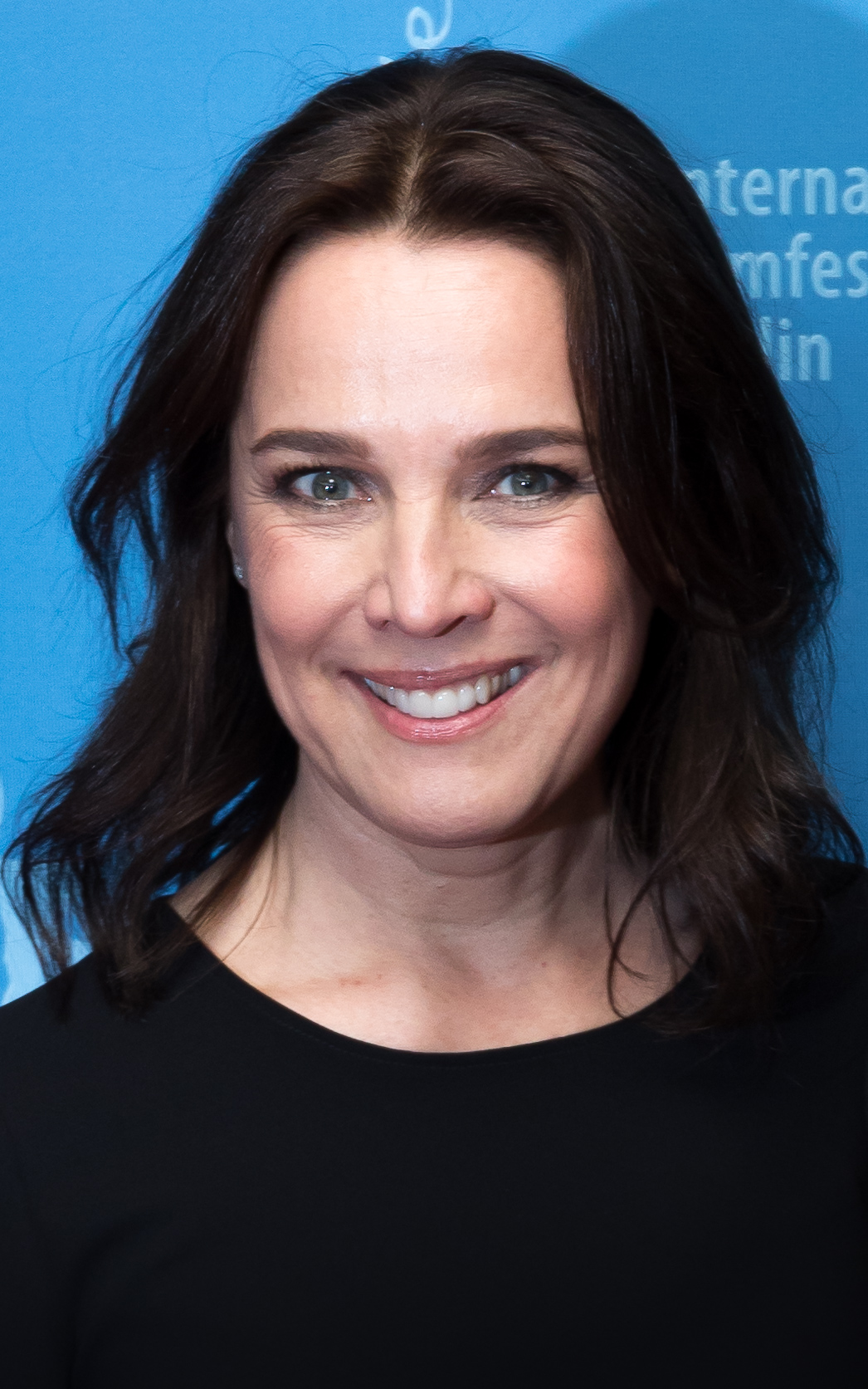
Désirée Nosbusch, 2018

Désirée Nosbusch (* 14. Januar 1965 in Esch an der Alzette) ist eine luxemburgische Moderatorin und Schauspielerin. Insbesondere in den USA verwendet sie gelegentlich den Künstlernamen Désirée Becker.

## Leben
Désirée Nosbuschs Vater war ein luxemburgischer Lkw-Fahrer, ihre Mutter eine aus Italien stammende Schneiderin, wegen deren Herkunft sie eigenen Aussagen in der Schule oft Ausländerfeindlichkeit erlebte.
Ab 1981, mit 16 Jahren, war Nosbusch in einer Beziehung mit ihrem 26 Jahre älteren Manager Georg Bossert, die bis 1990 dauerte. Rückblickend sagte sie, dass sie in dieser Beziehung „gefangen war, unterdrückt, missbraucht wurde“. Von 1991 bis 2002 war sie mit dem österreichischen Filmkomponisten Harald Kloser verheiratet, mit dem sie einen Sohn (* 1996) und eine Tochter (* 1999) hat.
Nach der Trennung war sie zweieinhalb Jahre mit Volkan Baydar, dem Sänger der Popgruppe Orange Blue, liiert. Bei den Dreharbeiten zum TV-Mehrteiler Eine Liebe in Saigon lernte sie den Schauspieler Mehmet Kurtuluş kennen, mit dem sie sich später verlobte; 2013 trennte sich das Paar. Im Anschluss hatte sie eine kurze Beziehung zu Daimler-Chef Dieter Zetsche. 2018 heiratete sie den Kameramann Tom Alexander Bierbaumer.
Nosbusch engagiert sich für die Deutsche Knochenmarkspenderdatei. 2006, 2007 und 2011 war sie Kuratorin beim DKMS Life Dreamball, den sie 2007 auch moderierte. Sie lebt abwechselnd in Luxemburg und in Berlin.

## Karriere

### Moderatorentätigkeit
Ihren ersten öffentlichen Auftritt hatte Nosbusch 1977 im Alter von zwölf Jahren als Radiomoderatorin bei Radio Luxemburg. Als Kindermoderatorin für die ARD berichtete sie gemeinsam mit Anke Engelke Anfang der 1980er Jahre live von der Internationalen Funkausstellung in Berlin. Für das ZDF moderierte sie die Musiksendungen Hits von der Schulbank (1980), Hits mit Desirée (1980) und Music-Box (1982). Nosbusch gilt als „die erste freche Jungmoderatorin im deutschen Fernsehen“.
Später folgten Sendungen im Abendprogramm des französischen Fernsehens sowie für den Südwestfunk die Interview-Reihe Zeit zu zweit, in der sie jeweils 45 Minuten lang mit einem Gast sprach. Zudem moderierte Nosbusch die Sendung Kinder Ruck Zuck, die zwischen 1992 und 2005 unter anderem auf Tele 5 und RTL II als Ableger der Sendung Ruck Zuck ausgestrahlt wurde.
Nosbusch, die neben Luxemburgisch und Deutsch auch Englisch, Französisch, Italienisch und Spanisch spricht, moderiert für verschiedene Sender internationale Großveranstaltungen, Preisverleihungen und Galas, darunter 1984 den Grand Prix Eurovision de la Chanson in Luxemburg für
RTL Télé Lëtzebuerg / RTLplus oder im deutschen Fernsehen Stars in der Manege.
Sie arbeitete auch weiterhin fürs Radio; unter anderem war sie an den ORF-Produktionen Theorie der völligen Hilflosigkeit (1994) und Das Kind hinter den Augen (1995) beteiligt, die jeweils zum Hörspiel des Jahres gewählt wurden. Ab 2017 moderierte sie bei Vox die Talkshow The Story of My Life, in der prominente Paare über ihre Beziehung und das Thema Älterwerden sprechen.

### Film und Fernsehen
1981 gab Nosbusch in der von Wolf Gremm inszenierten Irmgard-Keun-Romanverfilmung Nach Mitternacht ihr Filmdebüt in der Hauptrolle der 16-jährigen Susanne Moder. Im selben Jahr begann sie eine vierjährige Schauspielausbildung am New Yorker Herbert-Berghof-Studio. 1983 war sie neben Adriano Celentano in der italienischen Filmkomödie Sing Sing als Terroristin zu sehen. 1984 sang sie mit Kann es Liebe sein? ein Duett mit dem österreichischen Sänger Falco für dessen Album Junge Roemer, das mit seinem  Musikfilm Falco – Helden von heute verfilmt wurde.
1991 spielte sie in Andy Bauschs Ex und hopp – Ein böses Spiel um Liebe, Geld und Bier neben Mario Adorf die Rolle der Gaby. 1998 übernahm sie in der zweiten Staffel der Miniserie Die Kinderklinik an der Seite von Massimo Dapporto und Adriano Pantaleo die Hauptrolle der Dr. Angela Mancinelli, da Katharina Böhm für diese Rolle nicht mehr zur Verfügung stand.
Von Oktober 2011 bis März 2012 spielte Nosbusch in der luxemburgischen Sitcom Weemseesdet die Francine Konsbrück. Für ihre Rolle der Investmentchefin Christelle Leblanc in der deutsch-luxemburgischen Fernsehserie Bad Banks wurde sie von der Deutschen Akademie für Fernsehen in der Kategorie Schauspielerin–Nebenrolle und mit dem Grimme-Preis in der Kategorie Darstellung ausgezeichnet. 2014 sang sie das Duett Jede Nacht (Shenzhen oder Guangzhou) mit der Kölner Band Erdmöbel.
Seit 2019 verkörpert sie in der ARD-Krimireihe Der Irland-Krimi die deutschstämmige Polizeipsychologin Cathrin Blake. Zusammen mit Alexandra Hoesdorf gründete sie 2010 die luxemburgische Filmproduktionsgesellschaft Deal Productions.
2024 gab Nosbusch mit Poison – Eine Liebesgeschichte ihr Spielfilmregiedebüt.

### Kontroversen
Für Aufsehen sorgte sie 1981 in der Fernsehsendung Auf Los geht’s los, in der Moderator Joachim Fuchsberger eine Beamtenanwärterin aus Bayern vorstellte, die wegen Übergewichts nicht verbeamtet werden sollte. Nachdem der Fall mit dem zuständigen Ministerpräsidenten Franz Josef Strauß fernmündlich besprochen worden war und dieser der Anwärterin dennoch keine Hoffnung auf eine Ausnahme hatte machen wollen, teilte Nosbusch, die Teil der Diskussionsrunde war, ihr Unverständnis gegenüber den Aussagen des Ministerpräsidenten mit. Dies zog ein längeres Auftrittsverbot beim Bayerischen Rundfunk nach sich.
Ebenfalls für einen Skandal sorgte 1982 der nur für volljährige Kinobesucher freigegebene Film Der Fan, in dem sie einen minderjährigen Fan eines Musikers (dargestellt vom Rheingold-Sänger Bodo Staiger) spielte, der von diesem nach der ersten Liebesnacht fallengelassen wird und sich durch Ermordung des Idols sowie anschließende Zerstückelung der Leiche rächt. Der Film war bis 2003 als jugendgefährdend indiziert.
1982, im Alter von 17 Jahren, führte sie in den USA ein Interview mit Klaus Kinski, der sie nach dem Vorgespräch bedrängt und in seinem Anwesen eingesperrt hatte. Über den Balkon war ihr die Flucht gelungen. Bei diesem Interview, das im Rahmen der Dokumentationsreihe Zeit zu zweit 1985 ausgestrahlt wurde, hatte sich Kinski Nosbusch genähert; sie hatte ihn gewähren lassen, um den Erfolg des Interviews nicht zu gefährden.

## Filmografie (Auswahl)
- 1981: Nach Mitternacht
- 1982: Super-Biester! ’nen Freund zum Geburtstag (Une glace avec deux boules)
- 1982: Der Fan
- 1983: Der Raub der Sabinerinnen (Fernsehfilm)
- 1983: Sing Sing
- 1983: Questo o quello
- 1984: Der Glücksritter (Fernsehserie)
- 1984: Ein Fall für zwei (Fernsehserie, Folge Morgengrauen)
- 1986: Die Klette (TV)
- 1987: Good Morning, Babylon (Good Morning, Babylonia)
- 1987: Praxis Bülowbogen (Fernsehserie, Folge Was ist Wahrheit?)
- 1988: A.D.A.M.
- 1989: A Wopbopaloobop A Lopbamboom
- 1991: Jolly Joker (Fernsehserie)
- 1991: Ex und hopp – Ein böses Spiel um Liebe, Geld und Bier (Fernsehfilm)
- 1991: Müller und Miller (Fernsehserie)
- 1993: Böses Blut (Fernsehmehrteiler)
- 1995: Im Rausch der Geschwindigkeit (The Way to Dusty Death)
- 1996: Sünde einer Nacht (Fernsehfilm)
- 1997: Opernball – Die Opfer/Die Täter
- 1998: Die Kinderklinik (Fernsehserie)
- 1999: Parkland – Deal mit dem Tod
- 2000: Bei Berührung Tod (Contaminated Man)
- 2000: Der Mörder in meiner Nähe (Fernsehfilm)
- 2001: Ice Cream Sundae (Kurzfilm)
- 2001: Feindliche Übernahme – althan.com
- 2001: Love Trip (Fernsehfilm)
- 2002: Ein Alptraum von 3 1/2 Kilo (Fernsehfilm)
- 2002: Das Geheimnis des Lebens (Fernsehfilm)
- 2003: Spurlos – ein Baby verschwindet (Fernsehfilm)
- 2004: Der Vater meines Sohnes (Fernsehfilm)
- 2005: Eine Liebe in Saigon (Fernsehfilm)
- 2006: Das Geheimnis von St. Ambrose (Fernsehfilm)
- 2007: Der Tod meiner Schwester (Fernsehfilm)
- 2007: Die Jäger des Ostsee-Schatzes (Fernsehfilm)
- 2007: Das Vermächtnis der heiligen Lanze (La lance de la destinée, Miniserie)
- 2008: Die Jahrhundertlawine (Fernsehfilm)
- 2010: Tatort: Vergissmeinnicht (Fernsehreihe)
- 2011: Germaine Damar – Der tanzende Stern (Dokumentation)
- 2011: Kommissar Stolberg (Fernsehserie, Folge Drei Frauen)
- 2012: Weemseesdet (luxemburgische Sitcom)
- 2018–2020: Bad Banks (Fernsehserie, 12 Folgen)
- 2018: SOKO Stuttgart (Fernsehserie, Folge Teufelszeug)
- 2018: Justice Dot Net
- 2018: De Superjhemp Retörns
- 2019: Die Kanzlei (Fernsehserie, Folge Bumerang)
- seit 2019: Der Irland-Krimi (Fernsehreihe)
  - 2019: Die Toten von Glenmore Abbey
  - 2019: Mädchenjäger
  - 2021: Das Verschwinden
  - 2021: Vergebung
  - 2022: Familienbande
  - 2022: Preis des Schweigens
  - 2023: Blackout
  - 2023: Mond über Galway
  - 2024: Gnadentod
  - 2024: Zerrissene Seelen
- 2019: Capitani (Fernsehserie, 12 Folgen)
- 2020: Spides (Fernsehserie, 8 Folgen)
- 2020: Meister des Todes 2
- 2020: Die Hexenprinzessin (Fernsehfilm)
- 2021: Bekenntnisse des Hochstaplers Felix Krull
- 2021: Ferdinand von Schirach – Glauben (Mini-Serie)
- seit 2021: Sisi (Fernsehserie, Staffeln 1–4)
- 2022: Süßer Rausch (2-teiliger Fernsehfilm)
- 2023: Blutholz
- 2023: Conti – Meine zwei Gesichter (Fernsehfilm)
- 2023: 15 Jahre
- 2023: Ein Fall für Conti - Spieler
- 2024: Poison – Eine Liebesgeschichte (Poison, Regie und Produktion)
- 2024: Turmschatten (Fernsehserie, 6 Folgen)
- 2025: Das zweite Attentat (Fernsehserie)

## Hörspiele (Auswahl)
- 1996: Dacia Maraini: Stimmen – Regie: Götz Fritsch (Produktion: WDR)

## Hörbücher (Auswahl)
- 2010: Gretchen Rubin: Das Happiness Projekt, der Hörverlag, ISBN 978-3-8445-0035-6 (Hörbuch Download).
- 2022: Endlich noch nicht angekommen, Hörbuch Hamburg, ISBN 978-3-95713-248-2.

## Auszeichnungen
- 2018: Deutsche Akademie für Fernsehen: Auszeichnung in der Kategorie Schauspielerin–Nebenrolle für Bad Banks
- 2019: Grimme-Preis[17]: Auszeichnung in der Kategorie Darstellung für Bad Banks
- 2019: Verdienstorden des Großherzogtums Luxemburg